# Sergelfontänen

Sergelfontänen kallas den fontän som finns mitt på Sergels torg i Stockholm. Namnet är inte officiellt men används ofta i dagligt tal. Fontänen stod färdig 1968, långt innan Norrmalmsregleringen var avslutat. Den räknas till Stockholms mest kända fontäner. Sedan år 2000 ingår Sergels torg med fontänen i en miljö av riksintresse för kulturmiljövården.
| Sergels torg, vy mot syd. Vänstra bild utan Kulturhuset och glasobelisken är från 1968, högra bild är tagen från samma punkt sommaren 2010. |  | Sergels torg, vy mot syd. Vänstra bild utan Kulturhuset och glasobelisken är från 1968, högra bild är tagen från samma punkt sommaren 2010. |
| Sergels torg, vy mot syd. Vänstra bild utan Kulturhuset och glasobelisken är från 1968, högra bild är tagen från samma punkt sommaren 2010. |  | |

Sergelfontänen är ett resultat av omdaningen av Stockholms city, även kallad Norrmalmsregleringen. Stadsplanekontoret prövade många olika idéer. Den slutliga lösningen av torgets ovala mittparti med dess helglasade centrumbyggnad i bottenplanet inspirerades av fotgängarhallen Opernpassage i Wien. Fontänbassängen gavs formen av en superellips, en form som föreslogs av den danske konstnären och matematikern Piet Hein genom kontakt med arkitekt David Helldén, som stod för den övergripande gestaltningen av området. 

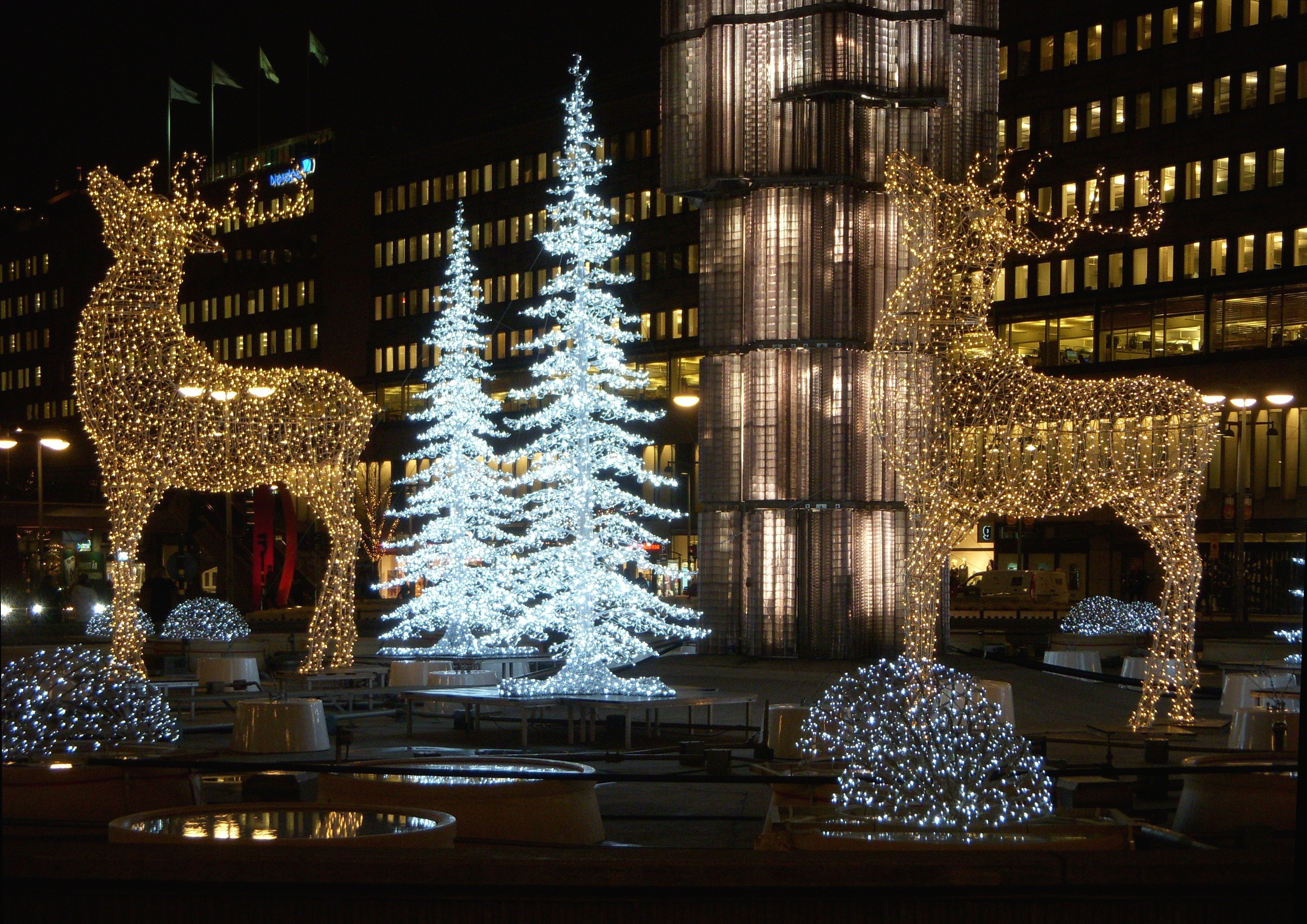
Julpynt i fontänen 2011/2012.

Fontänen stod klar i mars 1968 tillsammans med första etappen av Norrmalmsregleringen och innan Kulturhuset invigdes. För allmänheten uppställdes några rader parkbänkar strax norr om fontänen. Där satt stockholmarna och kunde betrakta den nya fontänen i stadens nya centrum. På norrsidan reste sig de fem Hötorgsskraporna och längs sydsidan fanns då fortfarande rivningshusens brandgavlar. Dessa sittplatser finns än idag om än nygjorda. 
I fontänbassängen finns ett stort antal större och mindre fontäner. En speciell finess är 64 runda, glasade öppningar i bassängen genom vilka man kan betrakta fontänerna från Sergelarkaden underifrån. Det dröjde till 1974 innan fontänens accent var på plats, Kristallvertikalaccent, en glaspelare, belyst från insidan och ritad av skulptören Edvin Öhrström. På vintern, när fontänerna är avstängda och bassängen tömd, arrangerar Stockholms stad artificiella fontäner med elektriskt ljus, sedan vintern 2011/2012 kompletterad med granar och två stora rendjur.
Det var alltid populärt för nybakade studenter att ta sig ett bad i Sergelfontänen. Men det kostade Stockholms stad varje år mellan 75 000 och 100 000 kronor att reparera skador i fontänen. Från och med 2011 töms därför fontänen lagom till de första studentflaken rullar in i Stockholms centrum.

## Bilder från bygget

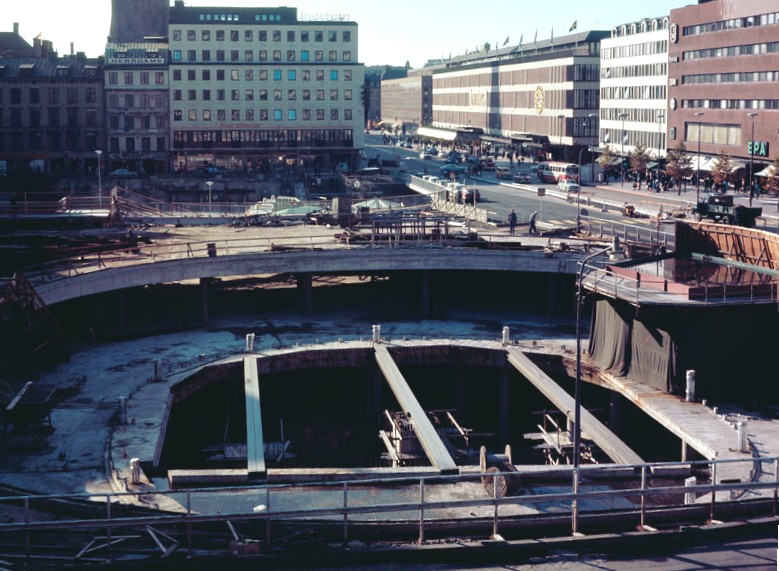
Juni 1966
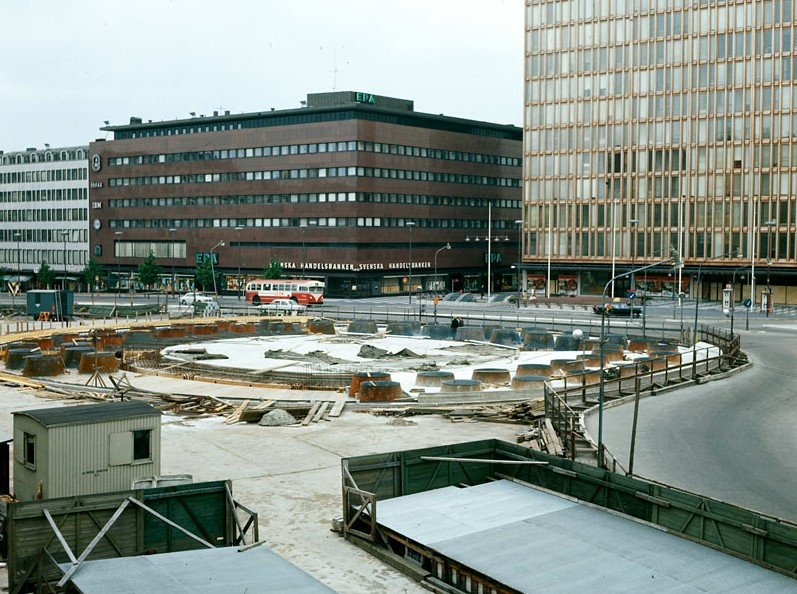
Juni 1967
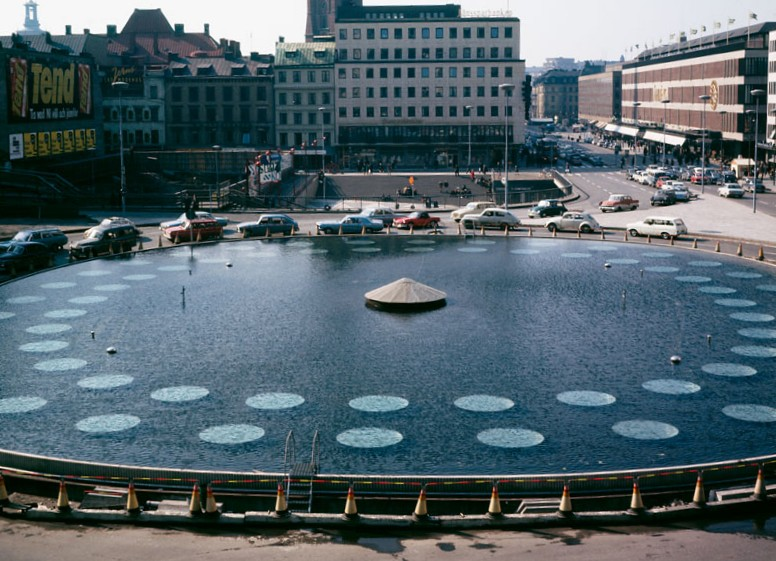
Mars 1968
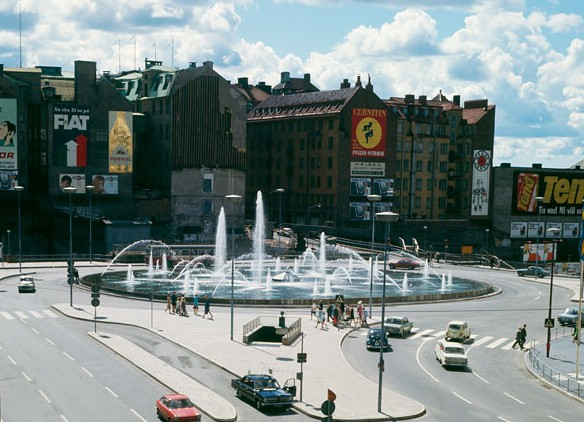
Juli 1968